# Murray Dry Valley
Murray Dry Valley (englisch für Murray-Trockental) ist der irreführende Name eines niedrigen Plateaus an der Pennell-Küste des ostantarktischen Viktorialands. Es liegt südlich des Kap Kløvstad zwischen der Protection Cove und der Colbeck Bay am Murray-Gletscher. 
Victor Campbell, Leiter der Nordgruppe bei der britischen Terra-Nova-Expedition (1910–1913), benannte es in Anlehnung an die Benennung des benachbarten Gletschers. Dessen Namensgeber ist der britische Ozeanograph John Murray (1841–1914), Teilnehmer der Challenger-Expedition (1872–1876).